# RCA
|  | for pladeselskabet, se RCA Records. |
RCA (forkortelse for Radio Corporation of America) var en amerikansk elektronik-virksomhed, der især blev en stor producent af TV-billedrør, også til det europæiske marked.
De leverede billedrør og anden elektronik til ARENA (Hede Nielsen A/S). RCA var et konglomerat, der i starten af den kolde krig, havde store kontrakter med det amerikanske forsvar.[kilde mangler] De prodcerede billedrør, radiorør, transistor, IC. RCA og Western Electric var de primære kontraktorer på radarstationen BMEWS på Thule Air Base.
Udover aktiviteterne indenfor produktion af billedrør og elektronik havde RCA tillige et pladeselskab, der blev drevet under navnet RCA Records. 
RCA blev stiftet i 1919 og blev i 1985 overtaget af General Electric. General Electric splittede i 1986 selskabet op i en række forskellige enheder, og RCA eksisterer således ikke i dag. Mærket RCA benyttes dog i dag af en række forskellige virksomheder, herunder den kinesiske elektronikvirksomhed TCL Corporation på det Nordamerikanske marked, ligesom RCA-mærket fortsat anvendes indenfor musikbranchen. 